# Manuel Luque Otero
Manuel Luque Otero (Valverde de Llerena, 1943- Madrid, 2007), médico internista extremeño, fue un experto en hipertensión arterial. 

## Biografía
Manuel Luque Otero nació en Valverde de Llerena (Badajoz) en 1943. Estudió el Bachillerato en Sevilla y más tarde inicia los estudios de Medicina en la Universidad de Sevilla, aunque se licencia en Medicina y Cirugía en la Universidad Complutense de Madrid. Hace su doctorado en 1974 y comienza en el mismo año su residencia en Medicina Interna y Endocrinología en el Hospital San Carlos de Madrid, en donde finaliza su especialidad y dio sus primeros pasos como Médico Internista. Murió en Madrid, el 15 de junio de 2007, a los 64 años de edad.

## Trayectoria
Muy pronto se orientó hacia el mayor problema médico de nuestros días, la hipertensión arterial y el riesgo cardiovascular, fundando la primera Unidad de Hipertensión Arterial que hubo en España a principios de los años 70 del pasado siglo. Fue creador y luego presidente de la Liga Española para la Lucha contra la Hipertensión Arterial (LELHA), así como fundador de la Sociedad Española de Hipertensión Arterial (SEH-LELHA), de la que también fue vicepresidente. Miembro fundador de la Sociedad Interamericana de Hipertensión, miembro de la Sociedad Internacional, de la Sociedad Europea y de la Sociedad Americana de Hipertensión y Presidente de la Sociedad Madrileña de Hipertensión (SOMHA). 
Desde 1981 era Jefe de Servicio de Medicina Interna y Director de la Unidad de Hipertensión del Hospital Clínico San Carlos de Madrid, además de profesor titular de la Facultad de Medicina de la Universidad Complutense de Madrid. 
Referente obligado en el panorama científico español, con proyección internacional en el estudio de la hipertensión arterial (HTA), el doctor Luque hizo siempre honor de su condición de extremeño y actuó como padrino de los diversos grupos de trabajo en este campo que se han creado en Extremadura, siendo fundador de la Sociedad Extremeña de Hipertensión en 2000, la cual, en reconocimiento a sus méritos le nombró Presidente de Honor en 2005.

## Trabajos y libros
- Situaciones clínicas en hipertensión arterial y alteraciones metabólicas, Madrid, Ars Médica, 2006.
- La hipertensión, una amenaza silenciosa, Barcelona, Ediciones Temas de Hoy, 1997.